# Areias de Vilar e Encourados
Areias de Vilar e Encourados (oficialmente: União das Freguesias de Areias de Vilar e Encourados) é uma freguesia portuguesa do município de Barcelos, com 10,17 km² de área e 1740 habitantes (censo de 2021). A sua densidade populacional é 171,1 hab./km².

## História
Foi constituída em 2013, no âmbito de uma reforma administrativa nacional, pela agregação das antigas freguesias de Areias de Vilar e Encourados e tem sede em Areias de Vilar.

## Demografia
A população registada nos censos foi:
| Distribuição da População por Grupos Etários | Distribuição da População por Grupos Etários | Distribuição da População por Grupos Etários | Distribuição da População por Grupos Etários | Distribuição da População por Grupos Etários | Distribuição da População por Grupos Etários |
| -------------------------------------------- | -------------------------------------------- | -------------------------------------------- | -------------------------------------------- | -------------------------------------------- | -------------------------------------------- |
| Antes da agregação                           |                                              |                                              |                                              |                                              |                                              |
| Ano                                          | 0-14 anos                                    | 15-24 anos                                   | 25-64 anos                                   | >= 65 anos                                   | Total                                        |
| 2001                                         | 370                                          | 328                                          | 1045                                         | 273                                          | 2016                                         |
| 2011                                         | 264                                          | 237                                          | 1082                                         | 296                                          | 1879                                         |
| Após a agregação                             |                                              |                                              |                                              |                                              |                                              |
| Ano                                          | 0-14 anos                                    | 15-24 anos                                   | 25-64 anos                                   | >= 65 anos                                   | Total                                        |
| 2021                                         | 171                                          | 208                                          | 976                                          | 385                                          | 1740                                         |